# Łękuk Mały
Łękuk Mały (deutsch Klein Lenkuk (Gut)) ist ein kleiner Ort in der polnischen Woiwodschaft Ermland-Masuren, der zur Landgemeinde Wydminy (Widminnen) im Powiat Giżycki (Kreis Lötzen) gehört.

## Geographische Lage
Łękuk Mały liegt am Südufer des Jezioro Łękuk (deutsch Klein Lenkuker See) in der östlichen Mitte der Woiwodschaft Ermland-Masuren, 25 Kilometer östlich der Kreisstadt Giżycko (Lötzen).

## Geschichte
Das frühere Klein Lenkuk, 1785 Klein Lenkuck geschrieben, war bis 1945 ein Gut in der Gemeinde Rhog (polnisch Róg Orłowski), die 1938 selber den Namen des Gutes annahm. Standesamtlich war Klein Lenkuk nach Orłowo (Orlowen, 1938 bis 1945 Adlersdorf) ausgerichtet. Der kleine Gutsort zählte im Jahre 1905 insgesamt 80 Einwohner.
In Kriegsfolge kam Klein Lenkuk 1945 mit dem gesamten südlichen Ostpreußen zu Polen und trägt seitdem die polnische Namensform „Łękuk Mały“. Heute ist der kleine Ort in das Schulzenamt (polnisch sołectwo) Orłowo einbezogen und ist somit eine Ortschaft innerhalb der Landgemeinde Wydminy (Widminnen) im Powiat Giżycki (Kreis Lötzen), vor 1998 der Woiwodschaft Suwałki, seither der Woiwodschaft Ermland-Masuren zugehörig.

## Religionen
Klein Lenkuk war bis 1945 in die evangelische Kirche Orlowen in der Kirchenprovinz Ostpreußen der Kirche der Altpreußischen Union und in die Katholische Pfarrkirche St. Bruno Lötzen im Bistum Ermland eingepfarrt.
Heute gehört Łękuk Mały zur evangelischen Kirchengemeinde Wydminy, einer Filialgemeinde der Pfarrei Giżycko in der Diözese Masuren der Evangelisch-Augsburgischen Kirche in Polen bzw. zur katholischen Pfarrkirche St. Kasimir Orłowo im Bistum Ełk (Lyck) der Römisch-katholischen Kirche in Polen.

## Verkehr
Łękuk Mały ist über zwei manchmal unwegsame Nebenstraßen zu erreichen, die von Gajrowskie (Friedrichsheyde, 1938 bis 1945 Friedrichsheide) im Osten und von Róg Orłowski (Rhog, 1938 bis 1945 Klein Lenkuk) von Norden in den Ort führen.